# Jerzy Flisak
Jerzy Flisak (ur. 24 września 1930 w Warszawie, zm. 21 lutego 2008) – polski rysownik, ilustrator, autor plakatów, scenograf.

## Życiorys
Absolwent liceum im. Jose Marti w Warszawie, w 1953 r. ukończył studia na Wydziale Architektury Politechniki Warszawskiej.
Jego rysunki były publikowane m.in. w „Szpilkach”, „Świerszczyku”, „Płomyczku”, „Polityce”, „Młodym Techniku”, tygodniku „Świat”, „Przeglądzie Kulturalnym”. Debiutował jeszcze w roku 1950 jako student architektury w konkursie rozpisanym przez tygodnik satyryczny Szpilki. Później został redaktorem graficznym tego tygodnika.
Był autorem wielu plakatów filmowych. Zajmował się również scenografią i filmem animowanym. Współpracował ze Studiem Filmów Rysunkowych w Bielsku-Białej.

## Nagrody
- 1961: Nagroda Ministra Kultury i Sztuki za twórczość satyryczną;
- 1962: nagroda Art Directors Club za plakat do filmu „Najemny morderca”
- 1967: Złota Szpilka
- 1972: Złota Szpilka